# Бршадин
Бршадин је насељено место у општини Трпиња, на граници западног Срема и источне Славоније, у Вуковарско-сремској жупанији, Република Хрватска.

## Географски положај
Бршадин је релативно мало источнославонско село које се налази недалеко од државне границе Хрватске са Србијом. Припада Вуковарско-сријемској жупанији и налази се три километра даље од њеног средишта – града Вуковара. Заједно са Вуковаром гравитира славонском макрорегионалном центру – граду Осијеку, од ког је удаљен 40-ак километара. До Вуковара, удаљеног од Бршадина 3 km, води државни пут Д-55, док на супротној страни исти пут води према Винковцима, од којих је село удаљено неких 15 km, те даље према унутрашњости Хрватске. С обзиром на то да се већи део саобраћаја, који се са ауто-пута Загреб – Београд и границе са Босном и Херцеговином према Србији преусмерава на поменути државни пут, те обавља кроз Бршадин, положај у ком се налази чини га веома прометним местом. Такође, повољан положај огледа се и у непосредној близини границе са три државе: Србијом, Босном и Херцеговином, те Мађарском. Исто тако, поред села пролази и железничка пруга која Бршадин такође повезује са истоком и западом.
Село према најновијем административном распореду припада Општини Трпиња, у којој се налази још шест невеликих села. А пре рата у Хрватској, припадао је општини Вуковар.

Поред Бршадина тече река Вука, која извире испод славонске планине Папук, а улива се у Дунав пролазећи самим центром Вуковара.

## Историја
Историјат села врло је интересантан. Старо средњовековно насеље постојало је већ 1279. године, али се тада помиње као Боршод (мађ. Borsód), што би могло да се преведе као "поље грашка" или "поље бибера." Овај податак говори о томе да су га највероватније основали мађарски насељеници. И до данашњих дана није само име насеља промењено, него и његов положај. Наиме, споменуто насеље у то време налазило се километар западније, према селу Пачетин. Временом, село се померало према Вуки, да би коначно заузело данашњи положај. Назив Боршод временом се мењао, допуњавао и обликовао, да би пар векова касније добио и до данас задржао свој коначни облик — Бршадин.
Крајем 15. века село је опустошено под турском најездом. Записи говоре да је 1697. године Бршадин био насељен, али се не наводи тачно шта се до тада дешавало. У њега су досељени Срби са горњих токова река Дрине и Неретве, као и са Пиве, Таре и Лима. Бежећи пред турском најездом, део становништва се у селу највероватније задржао и после Велике сеобе Срба под патријархом Арсенијем Чарнојевићем.
Године 1733. у Бршадину је живело четрдесетак породица, да би 1766. године тај број износио 63, а 1791. године 81 – са 478 становника. До 1808. године број становника порастао је на 513.
Црква је постојала и пре 1733. али је већ тада по свом опису била стара и трошна. Ову скромну дрвену цркву половином XVIII века заменила је нова, зидана црква, коју је 1. јануара 1750. осветио епископ пакрачки Софроније Јовановић. Била је посвећена светим архангелима Михаилу и Гаврилу. Рудолф Хорват цитира Димитрија Руварца који наводи податак да је Софроније Подгоричанин освештао цркву.
Бршадин је 1885. године место у Даљском срезу, у којем живи 510 душа. Године 1903. у селу је 152 куће са са 868 становника, од чега 837 Срби, 27 Мађарi и 4 Јевреја.

#### Велики рат
Током Првог светског рата у Бршадину је била смештена аустроугарска војна болница сачињена од дрвених барака, па је село прилично познато и по називу који је тада стекло – Дрвени Беч.
Поред велике болнице, из тог времена остао је и огромни канализациони систем сачињен за потребе болнице, а којим се данас служе многе куће. На крају рата бараке су опљачкане и запаљене, делом из освете домаћег становништва Монархији.

#### Други светски рат
Током 1941-1945 Бршадин је био у саставу наци-фашистичке Независне Државе Хрватске, где су главну реч водили: поглавник Анте Павелић и кардинал Алојзије Степинац. НДХ је настала на рушевинама раскомадане и окупиране Краљевине Југославије, а одмах је добила благослов од Ватикана и подршку Римске курије. Циљ Усташког режима је био да се Срби и Православље елиминишу на простору од Драве до Јадрана. Управо је Павелићев режим спроводио геноцид према Србима, Јеврејима и Ромима.
Једно време је Бршадин био окупиран од стране немачких нациста али већим делом хрватских фашиста (усташа). Они су упадали у село и правили рације (киднаповања), односно тражили су присталице НОП и пљачкали сељане. Тако је врло брзо букнуо покрет отпора који је желео да сачува свој биолошки опстанак.
Вођство антифашистичког покрета је поверено Васи Ђурђевићу, једном од тројице браће Ђурђевић, а који је имао надимак "Турчин". Ђурђевићи су окупили војно-способне мушкарце и неколико жена који су формирали свој партизански одред. Ова мања јединица је у ослобађању села и уже околине одиграла велику улогу.
Васо Ђурђевић је погинуо у борби 25. маја 1944. године у борби са усташким агентима јер су имали дојаву о његовом кретању. Данас се Васо слави као народни херој, те се у центру села, поред Дома културе, налази и његова биста, а и главна улица, као и локално кулутурно-уметничко друштво, носи његово име. Као и главна, и већина других сеоских улица носе имена бршадинских антифашиста.
Бршадин и цео крај је коначно ослобођен средином априла 1945. када је пробијен Сремски фронт у завршним борбама за ослобађање Југославије, а јединице ПОЈ су наставиле да сламају НДХ и гоне усташке зликовце према Алпима.

#### Период Југославије
Током педесетих, шездесетих и седамдесетих година 20. века у Бршадин је дошло доста становника из руралних (пасивних) подручја југославенске државе (Босна, Кордун, Банија, Херцеговина...), јер је вуковарска општина имала висок стандард, а бршадински атари плодну земљу. Већина становника је живела од пољопривреде, односно бавила се сточарством, ратарством, као и узгојем жита и кукуруза.
Тако је крајем педесетих година подигнут силос у источним деловима Бршадина. Један део Бршадинаца је радио у комбинату гуме и обуће "Борово", као и вуковарским творницама "Вутекс" и "Вупик".
Ово време је било карактеристично за велики прогрес и напредак села које се из године у годину развијало и ширило. У селу је постојао локални одбор СУБНОР, где су чланови ове организације често обележавали значајне датуме из НОР и његовали културу сећања на страдање села у ДСР.
Дана 9. маја 1985. у селу је свечено обележена 40. годишњица победе над наци-фашизмом.

#### Грађански рат у Хрватској
На самом крају осамдесетих година 20. столећа дошло је у читавој Југославији до великих политичких, касније и економских турбуленција. Савез комуниста Хрватске је однео убедљиву победу на локалним изборима у пролеће 1990. у Вуковару, док су на републичким изборима победу однели ХДЗ и Фрањо Туђман.
Туђман је око себе већ имао групу ликова који су у архивама југославенских сигурносно-обавештајних служби имали ознаке "унутрашњи непријатељ". Сем тога, прваци партије ХДЗ су успоставили контакте са страним дипломатама (Аустрије, Немачке, Италије, САД...), који су им обећали помоћ у независности СР Хрватске од СФРЈ, односно разбијању Југославије.
Бршадин је имао стратешки важан положај јер се налазио на путу: Вуковар-Винковци, а у близини се налазила шума Ђергај и велики силос.
Прве српске жртве у вуковарској општини су пале у управо Бршадину.
- 1. мај 1991. убијен је Стеван Инић, старац од 63 лета живота, од свог комшије Хрвата, Михаила Геленчира. Ово убиство никада није разјашњено, док је хрватска пропаганда давала низ недоречених и контраверзних информација.
- 26. јун 1991. убијене је Симо Поњевић, од својих бивших колега из СУП Вуковар. Налог за његову ликвидацију је стигао од Томислава Мерчепа.

Раних деведесетих година Бршадин је ушао у састав РСК и био је прво насељено место до линије раздвајања са хрватском страном.
Ердутским уговором Бршадин и цела Сремско-барањска област је ушла у уставноправни поредак Републике Хрватске.

## Становништво
Број становника константно је растао. Године 1910. Бршадин има 1142, а 1971. има 1764 становника. Након Другог светског рата број становника поново нагло расте, чему је разлог прогресивно досељавање Срба из Босанске Посавине, који су у Бршадин дошли углавном у потрази за радним местом у тада великом комбинату гуме и обуће Борово. Године 1981. у Бршадину живело 2.093 становника, од којих се око 80% изјаснило као Срби.

Према последњем попису из 2001. године село броји око 1500 становника. Нагли пад овог броја директна је или индиректна последица грађанског рата са почетка 1990-их. Много људи је погинуло у рату, а и велики број кућа био је оштећен. Такође, у периоду 1997-2002. године много младих је напустило Бршадин потраживши бољи живот у некој од европских или прекоокеанских земаља. Разлог томе био је углавном висок степен незапослености који је заступљен не само у Бршадину, него и у широј околини. Такође, многи су отишли и због страха од мирне реинтеграције у састав Републике Хрватске, мислећи да ће међунационална нетрпељивост учинити живот Срба у Хрватској немогућим. Но, иако је таквих проблема у почетку било, сада су углавном превазиђени. Поред већинског српског становништва, у селу живи и мали број Хрвата и Мађара, као и припадника других националних мањина, али су међунационални односи данас врло коректни.
Село се рапидно развија и напредује. Из дана у дан бољи живот који сви жељно ишчекују све је ближи и ближи. Бршадинци се углавном баве пољопривредом и сточарством, док је мањи број оних који се баве услужним делатностима или раде у државној служби. У селу послује неколико продавница мешовите робе.
На попису становништва 2011. године, Бршадин је имао 1.341 становника. Према првим резултатима пописа становништва из 2021. године у у Бршадину је стално насељено 925 становника у 401 домаћинству.

## Попис 1991.
На попису становништва 1991. године, насељено место Бршадин је имало 1.887 становника, следећег националног састава:
| Попис 1991.‍   | Попис 1991.‍  | Попис 1991.‍ | Попис 1991.‍ | Попис 1991.‍ |
| ------------- | ------------ | ----------- | ----------- | ----------- |
|               |              |             |             |             |
| Срби          | Срби         |             | 1.465       | 77,63%      |
| Хрвати        | Хрвати       |             | 142         | 7,52%       |
| Југословени   | Југословени  |             | 121         | 6,41%       |
| Мађари        | Мађари       |             | 25          | 1,32%       |
| Русини        | Русини       |             | 10          | 0,52%       |
| Муслимани     | Муслимани    |             | 6           | 0,31%       |
| Словаци       | Словаци      |             | 5           | 0,26%       |
| Роми          | Роми         |             | 2           | 0,10%       |
| Румуни        | Румуни       |             | 2           | 0,10%       |
| Украјинци     | Украјинци    |             | 2           | 0,10%       |
| Црногорци     | Црногорци    |             | 2           | 0,10%       |
| Словенци      | Словенци     |             | 1           | 0,05%       |
| неопредељени  | неопредељени |             | 55          | 2,91%       |
| регион. опр.  | регион. опр. |             | 1           | 0,05%       |
| непознато     | непознато    |             | 48          | 2,54%       |
| укупно: 1.887 |              |             |             |             |

## Спортске и друштвене организације
У селу делује и неколико друштвених и спортских организација.

### Спорт
Од спортских клубова, активан је Фудбалски клуб Бршадин, који је тренутно члан Друге жупанијске лиге, а донедавно и Шах клуб Бршадин, који је био члан Пете републичке лиге.

### Остало
Од друштвених организација ту су Ловачко друштво „Фазан“, чији се дом са стрељаном налази иза Дома културе, на обали Вуке, Културно-уметничко друштво Васо Ђурђевић, које је заједно са Клубом младих Бршадин и СКД Просвјета, пододбор Бршадин смештено у просторијама Дома културе, као и Удружење пензионера чије просторије се налазе у простору некадашње апотеке.
 У селу је активан и Клуб младих Бршадин.

## Образовање и јавне установе
У центру села налази се још и зграда која је до 2007. године коришћена као зграда подручних одељења Основне школе Синише Главашевића из Вуковара (Борово насеље), у којој се одвијао васпитно-образовни рад са децом до четвртог разреда, после чега су деца путовала у Борово насеље да би наставила школовање до краја основне школе. Године 2007. изграђена је нова, савремена школска зграда у улици Дује Захарића у којој се до почетка 2012. године одвијала настава у нижим разредима. Стара школска зграда је реновирана и у њене просторије је смештена Српска православна црквена општина Бршадин, те одељење дечјег вртића Лилипут из Трпиње, које је до тада било смештено у просторијама некадашње Месне заједнице Бршадин.
Од почетка 2012. године бршадинска одељења Основне школе Синише Главашевића пресељена су у школску зграду у Бршадину, да би од 1. маја званично отпочела настава у Основној школи Бршадин која је од 2009. године регистрована као самостална школа.
Као последица смањења броја становника, у селу је и знатно мање деце. У Основној школи Бршадин данас их је свега 52.

## Црква
Недалеко од старе школске зграде и зграде Месне заједнице налази се и већ споменута православна црква посвећена Светом Архангелу Гаврилу, чији дан се обележава 26. јула, када мештани Бршадина славе своју храмовну славу — кирбај. Од јесени 2004. године село има новог месног пароха, протонамесника Љубенка Јовића, који је на том месту заменио покојног протојереја Ђорђа Важића, који је до тада у Бршадину службовао пуних двадесет година.

## Знамените личности
- Васо Ђурђевић Турчин, народни Херој Југославије
- Љиљана Милинковић (1947-1995), светски признати научник из области акцелераторске физике